# Hammerlose Schusswaffe

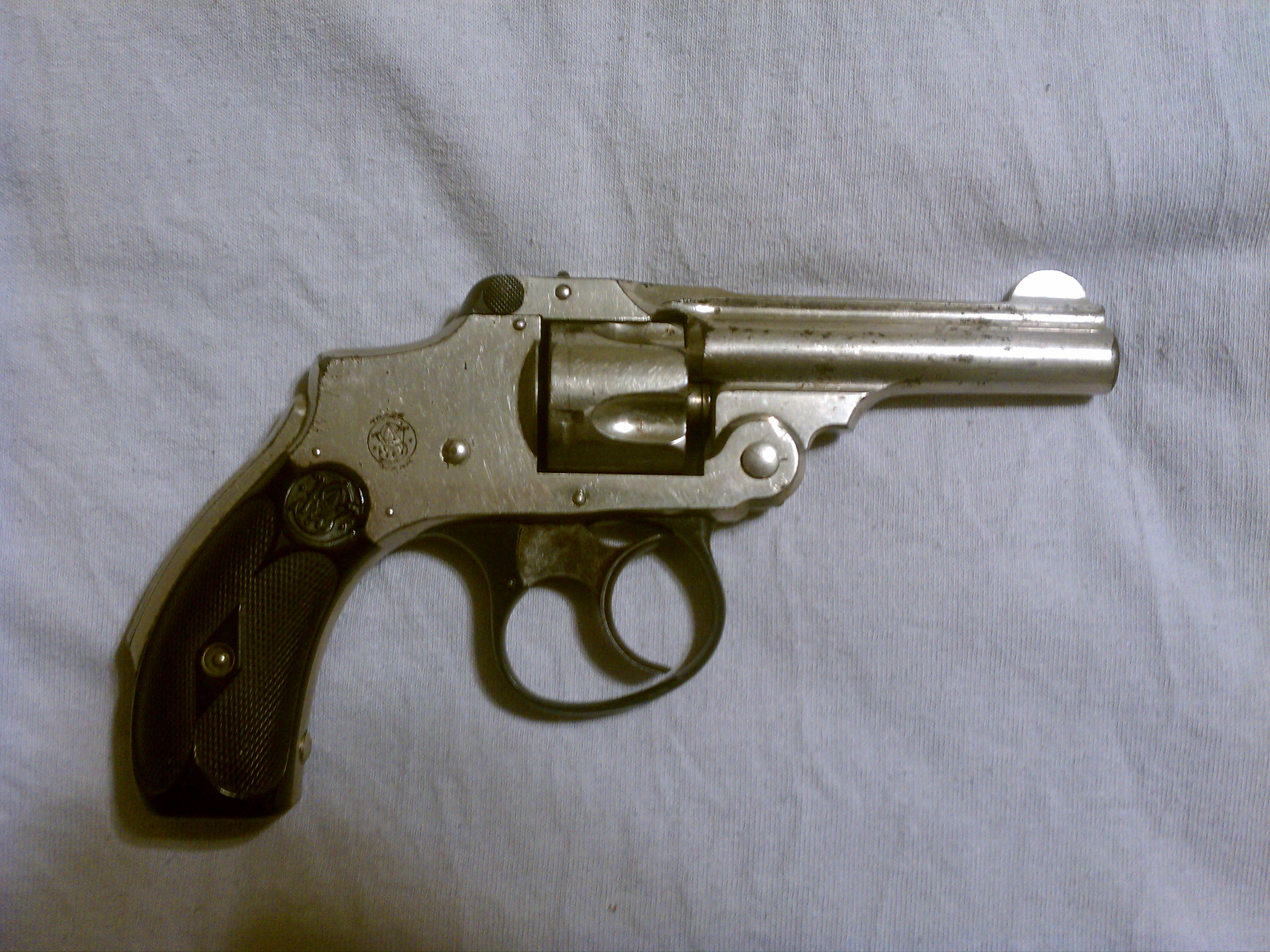
Beispiel für einen hammerlosen Revolver: der Smith & Wesson Safety Hammerless.

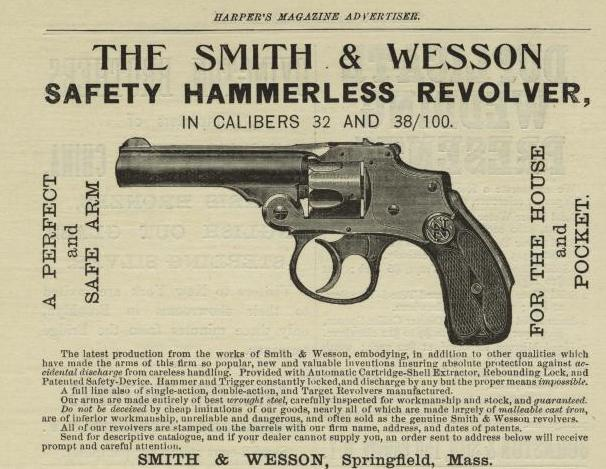
Werbeanzeige für den Smith & Wesson Safety Hammerless aus dem Jahr 1899, veröffentlicht in Harper's Magazine.

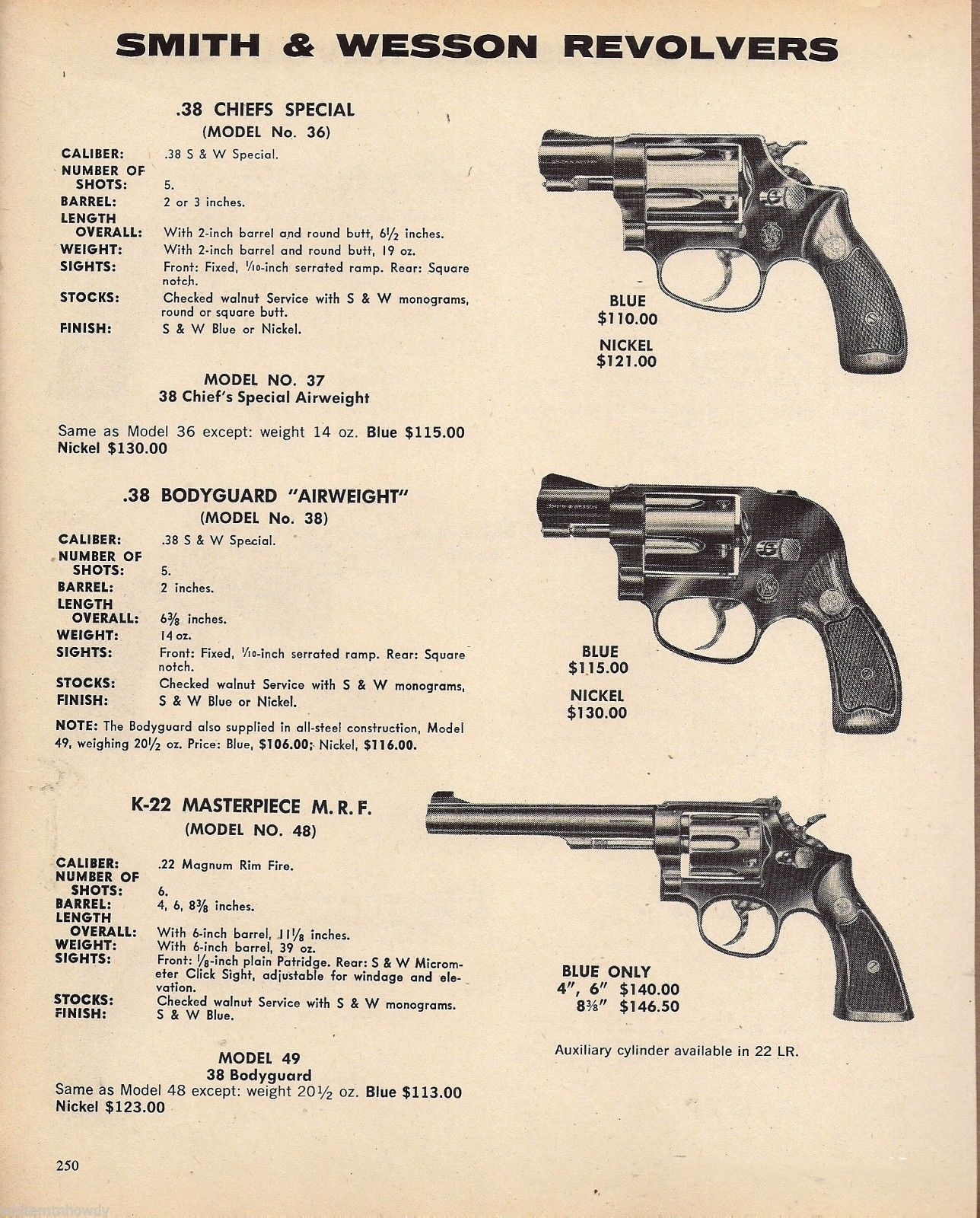
Eine Seite aus dem Smith & Wesson-Katalog von 1976 mit Details zu den Modellen 36, 37, 38, 48 und 49. Ein hammerloser Revolver von Smith & Wesson befindet sich in der Mitte.

Eine hammerlose Schusswaffe ist eine Waffe ohne sichtbaren Hahn oder Hahnstachel. Auch wenn sie technisch gesehen nicht vollständig auf einen Hahn verzichtet, fehlt ihr ein äußerer Hahn, den der Benutzer direkt betätigen kann. Ein Nachteil eines sichtbaren Hahnstachels besteht darin, dass er sich leicht an Gegenständen wie Kleidung verfängt. Wird der Hahn durch eine Abdeckung (z. B. durch Umhüllung oder Abflachen des Hahnstachels) verdeckt, verringert sich die Wahrscheinlichkeit, dass dies geschieht.

## Frühe Hammerlose Feuerwaffen

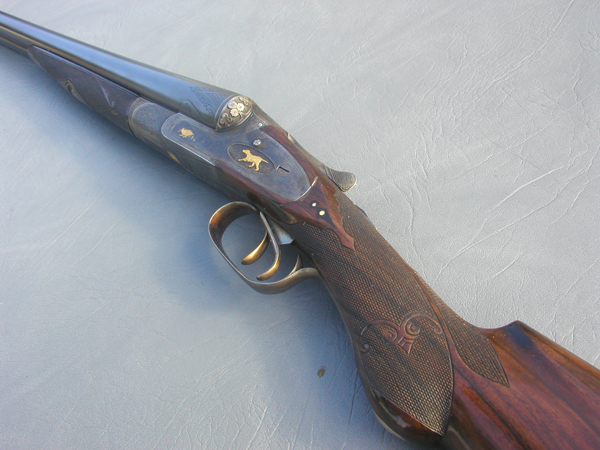
Hammerlose Schrotflinte der Lefever Arms Company

Frühe Perkussionsschlosswaffen, die nach dem Vorbild ihrer Steinschloss-Vorgänger gebaut wurden, besaßen sichtbare Hähne. Die Umrüstung erfolgte, indem die Zündpfanne durch einen Zündhütchensockel ersetzt und der Hahn des Steinschlosses durch einen Hammer ausgetauscht wurde, der das metallene Zündhütchen zerdrückt und das Pulver entzündet. Der Hammer befand sich seitlich an der Waffe, wodurch er zum Spannen und Zünden leicht erreichbar war.
Die frühesten Patronenwaffen übernahmen einfach den Aufbau älterer Waffenmechanismen; das Springfield Model 1873 „Trapdoor“-Gewehr sowie die meisten frühen doppelläufigen Schrotflinten und doppelläufigen Gewehre mit Patronenzündung sind gute Beispiele dafür. Bei diesen Konstruktionen waren das Laden der Patrone(n) und das Spannen des Hahns bzw. der Hähne zwei getrennte Vorgänge. Während sich Gewehre rasch von diesen frühen Hinterlader-Designs weiterentwickelten, blieben die Doppelflinte und das Doppelgewehr weiterhin beliebt – und behielten für längere Zeit auch ihre sichtbaren Hähne.
Erstmals wurde ein hammerloses System 1862 vom britischen Büchsenmacher George Daw produziert, dessen Modell [Klarstellung erforderlich] jedoch keinen Erfolg hatte. Es diente jedoch als Inspiration für eine Reihe anderer Konstruktionen, die auf Abzugsplatten-Mechanismen basierten – unter anderem von Green (1868), Murcott (1871), Gibbs und Pitt (1873) sowie F. B. Woodward (1876). Der erste amerikanische Erfinder auf diesem Gebiet war Daniel Myron LeFever im Jahr 1878. Sein System verwendete innenliegende Schlagstücke, die manuell gespannt werden mussten. Im Jahr 1883 entwickelte LeFever jedoch eine Version, bei der die Schlagstücke automatisch beim Schließen der Waffe gespannt wurden. Diese Art des hammerlosen Mechanismus – oder die ähnliche Variante mit Spannung beim Öffnen – ist heute bei den meisten modernen amerikanischen doppelläufigen Schrotflinten nahezu universell verbreitet.

## Hammerlose Technologie
Eine hammerlose Waffe stellt eine Modifikation des ursprünglichen Schlagmechanismus von Schusswaffen dar. Hammerlose Waffen verfügen über keinen sichtbaren Schlaghahn oder Hahnstachel. Dieses Merkmal – normalerweise am hinteren Teil des Schafts erkennbar – erfordert bei traditionellen Waffen, dass der Schütze die Waffe manuell „spannt“, um sie schussbereit zu machen.
Gewehre mit sichtbarem Hahn waren häufig anfällig für unbeabsichtigte Schussabgaben, da der außenliegende Schlagbolzen leichter ausgelöst werden konnte. Bei hammerlosen Waffen verringert ein innenliegender Schlagbolzen dieses Risiko erheblich, da zusätzliche Sicherungsmechanismen integriert sind. Darüber hinaus erlaubten hammerlose Systeme bei Gewehren und Schrotflinten eine schnellere Schussfolge, da der Benutzer nicht mehr vor jedem Schuss den äußeren Hahn manuell spannen musste.
Der sichtbare Hahn konnte sich außerdem leicht in Kleidung verfangen und das präzise Zielen behindern. Die Einführung der hammerlosen Technik bei Gewehren und Schrotflinten – und später auch bei Pistolen und Revolvern – führte zu erheblichen Verbesserungen in den Bereichen Sicherheit, Feuerrate und Zielgenauigkeit.
Die Savage Arms Company war ein Pionier in der Anwendung der hammerlosen Technologie bei Repetiergewehren gegen Ende des 19. Jahrhunderts – ein Merkmal, das sich bis heute bei den meisten modernen Schusswaffen durchgesetzt hat [Quellenangabe erforderlich]. Im Vergleich zu Pistolen und Revolvern des 19. Jahrhunderts, die meist über sichtbare Hähne verfügten, besitzen moderne Waffen wie die Glock-Serie ein geschlossenes Schlagmechanismus-System, das ohne klassischen Hahn auskommt. Stattdessen wird der Schlagbolzen während des Spannvorgangs unter Federdruck gesetzt, und der Abzug löst diesen lediglich aus.
Die hammerlose Technik hat die Sicherheit von Schusswaffen verbessert, indem sie das Risiko von Verletzungen des Bedieners reduziert und zugleich die mechanischen Möglichkeiten moderner Waffen erweitert hat [weitere Erklärung erforderlich].

## Hammerlose Feuerwaffen

### Schrotflinten
Frühe Pump-Action-Schrotflinten, ähnlich wie die ihnen vorausgehenden Hebel-Action-Gewehre, verfügten über sichtbare Hähne. Die bekannteste darunter ist vermutlich das Winchester Model 1897. Ähnlich wie bei den Doppelflinten wurden diese frühen Pump-Action-Schrotflinten bald durch Modelle ersetzt, bei denen der Hahn vollständig im Verschlussgehäuse verborgen ist. Moderne Pump-Action-Schrotflinten sind – mit Ausnahme von Nachbauten älterer Modelle mit sichtbarem Hahn, wie sie im Cowboy-Action-Schießen verwendet werden – alle hammerlos.

### Handfeuerwaffen

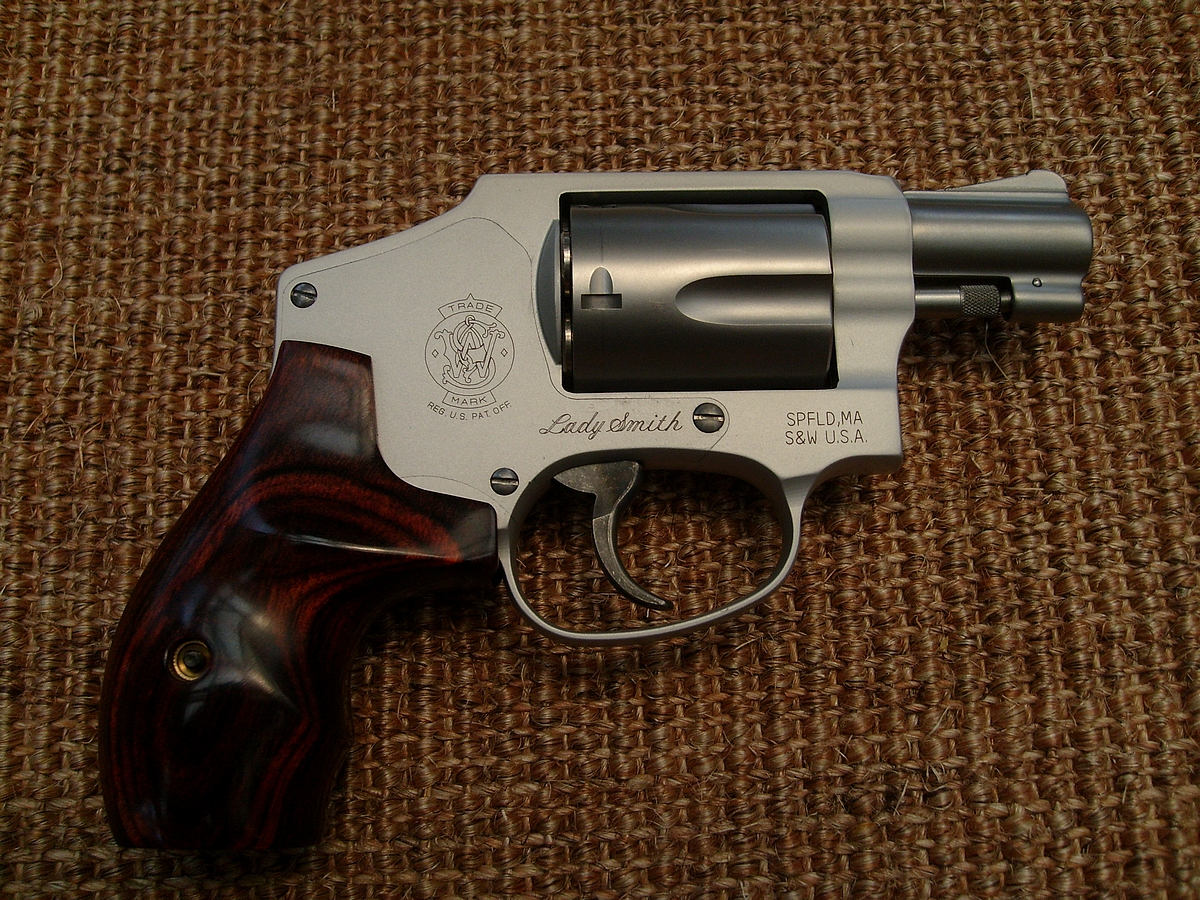
Smith & Wesson Model 642 Ladysmith in .38 Special

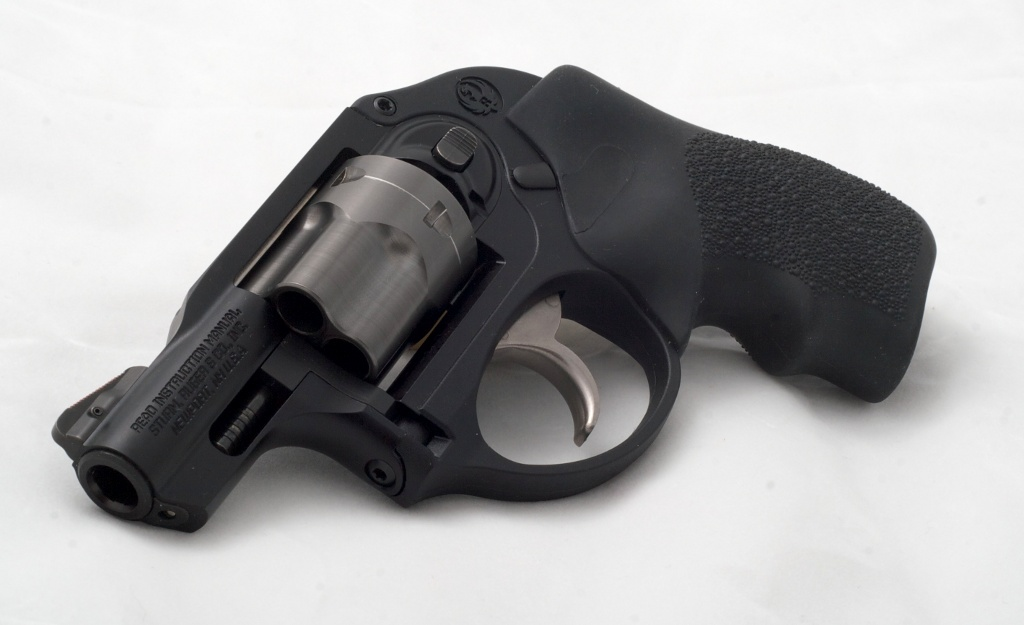
Ein zeitgenössischer hammerloser Revolver: der Ruger LCR.

Schrotflinten sind heute nahezu vollständig hammerlos – preiswerte Einzellader-Modelle bilden dabei die Hauptausnahme. Bei Handfeuerwaffen gibt es jedoch weiterhin viele verschiedene Ausführungen, sowohl mit als auch ohne sichtbaren Hahn. Striker-Feuerwaffen, die immer häufiger werden, besitzen keinen Hahn, sondern einen Schlagbolzen (Striker), der als Schlagstück fungiert. Viele Waffen mit Hahn, wie beispielsweise Revolver, sind sowohl mit verdecktem Hahn (Hahnummantelung) als auch mit abgeflachtem Hahnstachel (Bobbed Hammer) erhältlich.
Damit der Hahn eines Revolvers oder einer halbautomatischen Pistole verdeckt oder abgeflacht werden kann, muss die Waffe als Doppelwirkungs- (Double-Action) oder ausschließlich Doppelwirkungs-Design (Double-Action Only) konstruiert sein.

### Gewehre

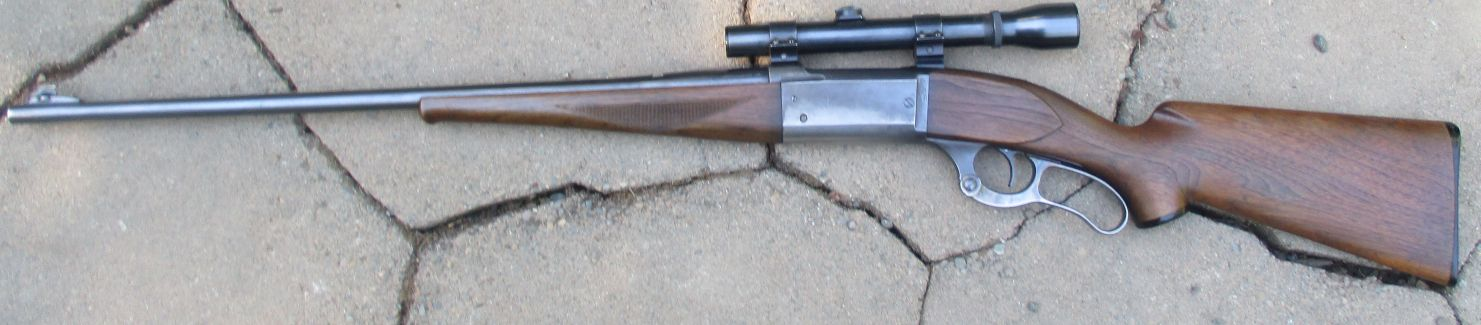
Savage Model 99 hammerloses Gewehr, mit Zielfernrohr

Der hammerlose Repetierbügel ist eine Schusswaffe, die ohne äußeren Hahn oder sichtbaren Schlagbolzen funktioniert. Hammerlose Waffen verzichten komplett auf einen herkömmlichen Schlagbolzen. Dieses Konzept wurde erstmals 1879 mit der Climax Safety Hammerless Gun eingeführt, die entwickelt wurde, um Unfälle zu verhindern, die durch abgenutzte Hähne oder Schlagbolzen verursacht werden konnten. Die Entwicklung des hammerlosen Gewehrs wurde weiter vorangetrieben, und Arthur William Savage von der Savage Arms Company stellte 1895 ein weiter perfektioniertes Modell vor.
Dieses Gewehr wird auch als „Six-Shooter Repetiergewehr“ bezeichnet, da es fünf Patronen im inneren Magazin sowie eine Patrone im Patronenlager aufnehmen kann. Die Modifikation reduziert das Verletzungsrisiko für den Schützen durch den geschützten Schlagmechanismus. Ältere Modelle verfügten noch über äußere Hähne, die nicht immer gespannt blieben, bis der Abzug betätigt wurde.
Das hammerlose Gewehr verwendet einen sogenannten „Locking Bar“ (Verriegelungshebel), der nicht nur die Abzüge sichert, sondern auch die „Firing Blocks“ (Abschussmechanismen) verriegelt, solange der Lauf zum Auswerfen der Hülsen geöffnet ist.
Vor der Einführung der hammerlosen Technologie waren Gewehre mit sichtbarem Hahn ausgestattet, was für den Schützen mitunter gefährlich sein konnte. Gewehre ohne hammerlose Mechanik konnten gespannt werden und versehentlich feuern, während der Verschluss geöffnet war. Die Befürchtungen der Waffenbesitzer vor solchen unbeabsichtigten Schüssen waren durchaus berechtigt und galten sogar für die ersten Modelle hammerloser Waffen.
Hammerlose Waffen wurden anfangs mit einiger Zurückhaltung akzeptiert, da sie mit einem Verriegelungshebel („Locking Bar“) ausgestattet waren, der zwar nur den Abzug sicherte, nicht aber den Schlaghahn. Modelle wie die Climax Safety Hammerless Gun verfügten über eine Verriegelung, die den Abzug blockierte, sowie über einen starken Sperrblock, der sich beim Nachladen vor den Schlaghahn schob und ihn somit sicherte.
Das hammerlose Repetiergewehr von Savage Arms aus dem Jahr 1895, bekannt als „Model 1895 Rifle“, verbesserte das damals übliche Hebel-Action-Gewehr deutlich. Diese Waffe ähnelte im Design der Climax Hammerless Gun, wurde jedoch in größeren Stückzahlen für den Massenmarkt produziert. Zu den bekanntesten Vertretern dieses Typs zählen das Savage Model 99 und das Winchester Model 88.